# Algarve-Cup 2008
Der Algarve-Cup 2008 war die 15. Austragung des jährlich stattfindenden Turniers für Frauenfußball-Nationalmannschaften und fand zwischen dem 5. und 12. März 2008 an der portugiesischen Algarve statt. Der Titelverteidiger aus den USA gewann das Turnier wie im Vorjahr vor Dänemark und der Mannschaft Norwegens.

## Teilnehmende Mannschaften
An dem Einladungsturnier nahmen 2008 zwölf Mannschaften teil. Erstteilnehmer sind kursiv gekennzeichnet.
| - Dänemark - Deutschland - Finnland - Irland - Island - Italien | - Norwegen - Polen - Portugal (Gastgeber) - Schweden - USA (Titelverteidiger) - China |

## Turnierverlauf
Die zwölf teilnehmenden Mannschaften wurden in drei Gruppen aufgeteilt und trafen in einem Rundenturnier aufeinander. Dabei wurden die acht stärksten Mannschaften den Gruppen A und B zugeteilt, die vier schwächsten Mannschaften traten in Gruppe C gegeneinander an. In der anschließenden Finalrunde spielten die Gruppensieger der Gruppen A und B im Finale um den Turniersieg, die Zweiten und Dritten dieser Gruppen um die Plätze drei und fünf. Der beste Vierte der Gruppen A und B trat gegen den Sieger der Gruppe C im Spiel um Platz sieben an, die schlechteste Mannschaft der Gruppen A und B gegen den Zweitplatzierten der Gruppe C im Spiel um Platz neun, während die dritt- und viertplatzierten Mannschaften der Gruppe C in einem Spiel um den elften Platz aufeinander trafen.

### Gruppenphase
Gruppe A
| Pl. | Land        | Sp. | S | U | N | Tore    | Diff. | Punkte |
| --- | ----------- | --- | - | - | - | ------- | ----- | ------ |
| 1.  | Dänemark    | 3   | 3 | 0 | 0 | 003:000 | +3    | 09     |
| 2.  | Deutschland | 3   | 2 | 0 | 1 | 005:100 | +4    | 06     |
| 3.  | Schweden    | 3   | 1 | 0 | 2 | 003:400 | −1    | 03     |
| 4.  | Finnland    | 3   | 0 | 0 | 3 | 001:700 | −6    | 0      |

|                                             |   |             |     |
| 5. März 2008 in Faro                        |   |             |     |
| Deutschland                                 | – | Dänemark    | 0:1 |
| 5. März 2008 in Lagos                       |   |             |     |
| Finnland                                    | – | Schweden    | 1:3 |
| 7. März 2008 in Faro                        |   |             |     |
| Deutschland                                 | – | Finnland    | 3:0 |
| 7. März 2008 in Lagos                       |   |             |     |
| Dänemark                                    | – | Schweden    | 1:0 |
| 10. März 2008 in Lagos                      |   |             |     |
| Dänemark                                    | – | Finnland    | 1:0 |
| 10. März 2008 in Vila Real de Santo António |   |             |     |
| Schweden                                    | – | Deutschland | 0:2 |

Gruppe B
| Pl. | Land     | Sp. | S | U | N | Tore    | Diff. | Punkte |
| --- | -------- | --- | - | - | - | ------- | ----- | ------ |
| 1.  | USA      | 3   | 3 | 0 | 0 | 010:000 | +10   | 09     |
| 2.  | Norwegen | 3   | 2 | 0 | 1 | 007:700 | ±0    | 06     |
| 3.  | Italien  | 3   | 1 | 0 | 2 | 004:600 | −2    | 03     |
| 4.  | China    | 3   | 0 | 0 | 3 | 001:900 | −8    | 0      |

|                           |   |          |     |
| 5. März 2008 in Albufeira |   |          |     |
| China                     | – | USA      | 0:4 |
| 5. März 2008 in Alvor     |   |          |     |
| Norwegen                  | – | Italien  | 4:2 |
| 7. März 2008 in Alvor     |   |          |     |
| USA                       | – | Italien  | 2:0 |
| 7. März 2008 in Albufeira |   |          |     |
| Norwegen                  | – | China    | 3:1 |
| 10. März 2008 in Loulé    |   |          |     |
| China                     | – | Italien  | 0:2 |
| 10. März 2008 in Alvor    |   |          |     |
| USA                       | – | Norwegen | 4:0 |

Gruppe C
| Pl. | Land     | Sp. | S | U | N | Tore    | Diff. | Punkte |
| --- | -------- | --- | - | - | - | ------- | ----- | ------ |
| 1.  | Island   | 3   | 3 | 0 | 0 | 009:100 | +8    | 09     |
| 2.  | Portugal | 3   | 2 | 0 | 1 | 005:400 | +1    | 06     |
| 3.  | Irland   | 3   | 1 | 0 | 2 | 002:600 | −4    | 03     |
| 4.  | Polen    | 3   | 0 | 0 | 3 | 001:600 | −5    | 0      |

|                                             |   |        |     |
| 5. März 2008 in Lagos                       |   |        |     |
| Island                                      | – | Polen  | 2:0 |
| 5. März 2008 in Faro                        |   |        |     |
| Portugal                                    | – | Irland | 2:0 |
| 7. März 2008 in Faro                        |   |        |     |
| Portugal                                    | – | Polen  | 3:1 |
| 5. März 2008 in Lagos                       |   |        |     |
| Island                                      | – | Irland | 4:1 |
| 10. März 2008 in Vila Real de Santo António |   |        |     |
| Portugal                                    | – | Island | 0:3 |
| 10. März 2008 in Lagos                      |   |        |     |
| Polen                                       | – | Irland | 0:1 |

### Finalrunde
Spiel um Platz 11
|                       |   |       |                |
| 12. März 2008 in Guia |   |       |                |
| Irland                | – | Polen | 2:2, 5:6 i. E. |

Spiel um Platz 9
|                            |   |          |                |
| 12. März 2008 in Albufeira |   |          |                |
| China                      | – | Portugal | 1:1, 5:4 i. E. |

Spiel um Platz 7
|                        |   |        |     |
| 12. März 2008 in Loulé |   |        |     |
| Finnland               | – | Island | 0:3 |

Spiel um Platz 5
|                        |   |         |     |
| 12. März 2008 in Olhão |   |         |     |
| Schweden               | – | Italien | 3:0 |

Spiel um Platz 3
|                                             |   |          |     |
| 12. März 2008 in Vila Real de Santo António |   |          |     |
| Deutschland                                 | – | Norwegen | 0:2 |

### Finale
| Dänemark                                                        | Dänemark | USA | USA |
| --------------------------------------------------------------- | --- | --- | --- |
| Dänemark                                                        | \| 12. März 2008 in Vila Real de Santo António (Estádio Municipal) \| \| Ergebnis: 1:2 (1:1) \| \| Zuschauer: 1.000 \| \| Schiedsrichterin: Tanja Schett ( Österreich) \| \| Spielbericht \| | \| 12. März 2008 in Vila Real de Santo António (Estádio Municipal) \| \| Ergebnis: 1:2 (1:1) \| \| Zuschauer: 1.000 \| \| Schiedsrichterin: Tanja Schett ( Österreich) \| \| Spielbericht \| | USA |
| Dänemark                                                        | Heidi Johansen • Mia Olsen (75. Marie Bjerg), Katrine Pedersen, Christina Ørntoft, Bettina Falk (75. Line Røddik Hansen) • Mariann Knudsen, Cathrine Paaske Sørensen, Camilla Sand Andersen (75. Sine Hovesen), Johanna Rasmussen (89. Theresa Nielsen) • Maiken With Pape (54. Janne Madsen), Merete Pedersen Cheftrainer: Kenneth Heiner-Møller | Hope Solo • Stephanie Cox (72. Rachel Buehler), Kate Markgraf, Christie Rampone , Lori Chalupny • Leslie Osborne, Carli Lloyd (34. Angela Hucles), Lindsay Tarpley (77. Angie Woznuk), Heather O’Reilly (46. Tobin Heath) • Natasha Kai (81. Amy Rodriguez), Abby Wambach (87. Lauren Cheney) Cheftrainer: Pia Sundhage | USA |
| Dänemark                                                        | 1:1 Cathrine Paaske Sørensen (30.) | 0:1 Natasha Kai (14.) 1:2 Abby Wambach (49.) | USA |
| Dänemark                                                        | Stephanie Cox | | USA |
| 12. März 2008 in Vila Real de Santo António (Estádio Municipal) | | |     |
| Ergebnis: 1:2 (1:1)                                             | | |     |
| Zuschauer: 1.000                                                | | |     |
| Schiedsrichterin: Tanja Schett ( Österreich)                    | | |     |
| Spielbericht                                                    | | |     |